# Aïn El Hadid
Aïn El Hadid, anciennement Martimprey, est une commune de la wilaya de Tiaret en Algérie.